# Fratura do rádio distal
Uma fratura do rádio distal, também conhecida como fratura do punho, é uma fratura da parte do osso do rádio que fica próxima ao punho. Os sintomas incluem dor, hematomas e inchaço de início rápido. O punho pode ficar deformado. A ulna também pode estar quebrada.
Em pessoas mais jovens, essas fraturas geralmente ocorrem durante a prática de esportes ou em um acidente de trânsito . Em idosos, a causa mais comum é cair com a mão estendida. Entre as variações específicas estão as fraturas de Colles, Smith, Barton e Chauffeur. O diagnóstico geralmente é feito baseado nos sintomas e confirmado com raios-x.
O tratamento é a imobilização com gesso por seis semanas ou a cirurgia. A cirurgia geralmente é indicada se a superfície articular estiver quebrada e não alinhada, se houver perda do comprimento radial, ou a superfície articular do rádio estiver inclinada mais de 10% para trás. Naqueles pacientes que estão com imobilização, é recomendado fazer radiografias contínuas por três semanas para verificar se o alinhamento correto está sendo mantido.
As fraturas do rádio distal são comuns. Representam entre 25% e 50% de todos os casos de fratura óssea. Elas ocorrem mais comumente em homens jovens e mulheres mais velhas. Pode ser necessário um ou dois anos para a consolidação total.